# Киноцензура в Иране
Киноцензура в Иране — это ограничения, которые накладываются иранскими властями на процесс кинопроизводства внутри страны и на строгий отбор иностранных фильмов, которые будут допущены к национальному прокату.

## Особенности
Согласно нормам иранского законодательства, регламентируются такие аспекты кино как сюжет, поднимаемые героями темы и конкретные реплики, музыкальное сопровождение, предметы одежды на всех появляющихся в кадре актерах и многое другое. Подавляющее большинство правил были введены цензорами после победы в 1979 году Исламской революции. Однако далеко не все ограничения в той или иной мере связаны с требованиями ислама. Так, например, под запретом находятся любые надписи на иностранном языке.
Параллельно строгим правилам кинопроката в Иране существует и при этом хорошо развит черный рынок, на котором можно приобрести иностранное кино, которое было запрещено, или полные нецензурированного версии фильмов, которым все же удалось попасть в прокат. Необходимость обхода такого большого количества правил, с которыми сталкиваются иранские режиссеры, считается одним из залогов успеха национального кинематографа среди критиков и фестивальной публики во всем мире. Таким образом, с одной стороны мировое киносообщество высоко оценивает результат вынужденной иносказательности, образности и многослойности творческого высказывания, а с другой - срабатывает политическая повестка, способствующая солидарности с несвободными иранскими художниками. Только за последние годы успеха на главных мировых кинофестивалях добились такие иранские картины как «Развод Надера и Симин» и «Коммивояжер» Асгара Фархади, «Такси» и «Три лица» Джафара Панахи. Многие критики считают, что в конце XX - начале XXI века именно цензура вывела на принципиально новый уровень современный иранский кинематограф, который до Исламской революции напоминал скорее Болливуд.

## История
Цензура кинематографа в Иране имела место с тех пор, когда кино во всем мире кино становится массовым искусством, то есть с начала XX века. В иностранных немых фильмах могли быть вырезаны определенные части диалогов или целые сцены, а кинотеатры должны были получать согласие на прокат каждого конкретного фильма у представителей городской администрации. Тем не менее, Исламская революция 1979 года привело к отмене любых послаблений и ужесточению цензуры.
В первые четыре года Исламской Республики из 2 208 произведенных в Иране (до и после революции) фильмов были запрещены 1 956 кинокартин. Однако власть достаточно быстро осознала важность кинематографа как инструмента пропаганды и начала масштабную редактуру фильмов с целью привести их в соответствие со своей интерпретацией норм ислама. С тех пор, наряду с перечнем конкретных запретов, которые будут разобраны ниже, власть использует различные инструменты для поддержания соответствующего ее требованиям кино и всячески препятствует попаданию на экраны любого альтернативного мнения. Таким образом, угодные режиму режиссеры получают финансирование от Министерства культуры Ирана, а неугодные - запрет на профессию, а иногда и тюремное заключение. Наиболее известным режиссером, оказавшимся в заключении, является Джафар Панахи, который был арестован в 2010 году за антиправительственную деятельность и до сих пор находится под домашним арестом. Многим известным и принятым международным киносообществом режиссерам, среди которых Аббас Киаростами и Мохсен Махмалбаф, продолжительное время удавалось снимать соответствующее требованиям пропаганды кино, которое при этом завоевывало множество международных наград.

## Нормы ислама
Большинство из введенных после революции ограничений носят скорее политический, чем религиозный характер. Однако, революция несомненно имеет религиозный характер, а значит и многие политические решения тем или иным образом обретают исламскую интерпретацию. Среди требований соответствия нормам ислама в первую очередь стоит упомянуть запрет на изображение постельных сцен и обнаженного тела, причем актрисы должны быть в хиджабе, то есть в одежде полностью покрывающей тело и волосы, оставляя открытыми только лицо и кисти рук.
Интересным является тот факт, что настолько закрытая одежда принята в иранском обществе только для нахождения в публичном месте, при этом в домашней обстановке среди родственников голову, как правило, не покрывают. Таким образом, многие иранцы с иронией относятся к тому, как в иранском кино даже в кровать женщина ложится в платке, чего в реальном иранском быте, конечно, не происходит.
Нецензурная брань и сцены насилия, ожидаемо, также находятся под запретом. Недопустимы и многие музыкальные жанры, которые могут показаться цензорам «слишком веселыми». Некоторые источники говорят о том, что под негласным запретом находится даже негативное изображение бородатых героев, которые могут быть ассоциированы с представителями иранского духовенства.